# Vladimír Chovan
Vladimír Chovan (* 26. září 1963, Smolenice, Československo) je slovenský politik, v letech 2009–2010 ministr zemědělství Slovenska za ĽS-HZDS. V současnosti je místopředsedou politické strany ŽIVOT.

## Život
V roce 1981 vystudoval Střední průmyslovou školu v Trnavě, odbor Strojařská technologie. Roku 1985 zakončil studia na Fakultě mechanizace zemědělství Vysoké školy zemědělské v Nitře. Od září 1985 byl výzkumným pracovníkem v Podniku racionalizace řízení zemědělství a výživy (později a. s.) v Trnavě. Od března 1989 pracoval jako vedoucí výpočtového střediska v JZD v Dolním Dubovém, od ledna 1990 ve funkci předsedy. V říjnu 1996 se stal generálním ředitelem společnosti AGROPARTNER v Plaveckém Podhradí.
Působí v několika samosprávných a odborných zemědělských organizacích, mimo jiné v European Dairy Farmers. V listopadu 2003 se stal předsedou představenstva Slovenského svazu prvovýrobců mléka (v září 2006 se stal jeho předsedou). Od roku 2004 je členem představenstva Slovenské zemědělské a potravinářské komory.
V období od 16. září 2009 do 8. července 2010 působil v první vládě Roberta Fica na postu ministra zemědělství Slovenska.
Byl členem strany ĽS-HZDS, v roce 2017 se stal předsedou strany Doma dobre. Od roku 2021 je členem strany Život – národná strana, které se později[kdy?] stal místopředsedou.
Jeho koníčkem je jízda na koni, parkur, tenis, lyžování a hra na kytaru.[zdroj?] Jeho manželka je Ľubica Chovanová, mají spolu dceru a syna.